# Claudius Marius Victorius
Claudius Marius Victorius (auch Victorinus oder Victor) war ein spätantiker römischer Autor und Rhetor, der in der ersten Hälfte des 5. Jahrhunderts in Massilia im Westen des Römischen Reiches lebte. Geboren im späten 4. Jahrhundert, starb er unter den Kaisern Theodosius II. und Valentinian III.
Bekannt ist Marius Victorius als Verfasser eines Lehrgedichts in 2020 Hexametern zur Unterweisung der Jugend, das den Titel Alethia (altgriechisch Ἀλήθεια Alētheia, „Wahrheit“) trägt. Das an die Gattungsvorläufer Lukrez, Vergil und Ovid angelehnte Werk besteht in seiner überlieferten Form neben einer Precatio (einem Gebet) aus drei Büchern, die die ersten 19 Kapitel der Genesis bis zum Untergang Sodoms und Gomorrhas nacherzählen und kommentieren.
Ein anderes erhaltenes Werk des Marius Victorius ist ein Brief an den Abt Salomon, in dem er die Verheerung des Römischen Reiches (insbesondere Galliens) durch die Sarmaten, Vandalen und Alanen nicht nur beklagt, sondern auf das sündhafte und ausschweifende Leben der Menschen zurückführt.
Claudius Marius Victorius ist nicht zu verwechseln mit Gaius Marius Victorinus, einem Rhetor und theologischen Schriftsteller des 4. Jahrhunderts.